# Ochropleura leucogaster
Ochropleura leucogaster là một loài bướm đêm thuộc họ Noctuidae. It is found near Địa Trung Hải, miền nam châu Âu, Thổ Nhĩ Kỳ, Liban, Israel và Bắc Phi.
Sải cánh dài 32–36 mm. Con trưởng thành bay từ tháng 4 đến tháng 5 tùy theo địa điểm. Có hai lứa trưởng thành một năm.
Ấu trùng ăn nhiều loại thực vật thân thảo.

## Hình ảnh

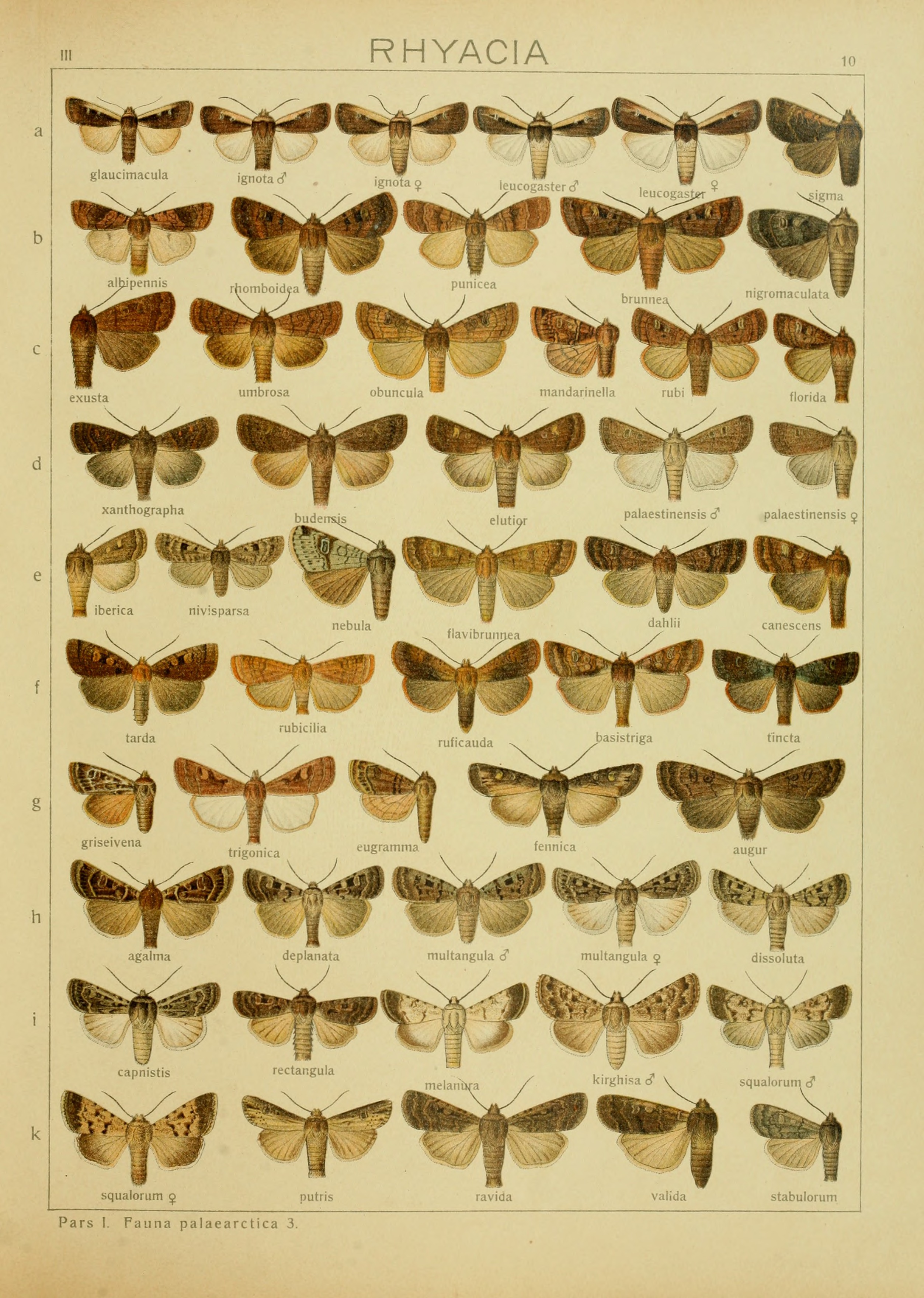